# گمینا ویژبینک
گمینا ویژبینک (به لهستانی:  Gmina Wierzbinek) یک گمینا در لهستان است که در شهرستان کونگن واقع شده‌است. گمینا ویژبینک ۱۴۸٫۰۵ کیلومتر مربع مساحت و ۷٬۵۹۷ نفر جمعیت دارد.